# Kamiyadori
Kamiyadori (jap. カミヤドリ) ist eine Manga-Serie des Zeichners Kei Sanbe. Der Manga wurde von 2003 bis 2006 veröffentlicht und umfasst insgesamt etwa 700 Seiten. Der Science-Fiction-Manga richtet sich vorwiegend an eine erwachsene, männliche Leserschaft, lässt sich also der Seinen-Gattung zuordnen.

## Handlung
Ein mysteriöser Virus breitet sich aus. Die von diesem Virus Infizierten verwandeln sich zu Monstern, Kamiyadori genannt. Die Regierung hat die Spezialeinheit Squadra gegründet, deren Spezialagenten Right Arms die Städte unter Befehl der Kathedrale von den Infizierten säubern sollen. Zu den Right Arms gehört der erfahrene Jillard und seine junge Partnerin Vivi, die mit ca. 14 zwar kindisch wirkt, die aber auch zur talentierten Mörderin werden kann.

## Veröffentlichungen
Kamiyadori erschien in Japan von 2003 bis 2006 in Einzelkapiteln monatlich im Manga-Magazin Shōnen Ace, in dem zu dieser Zeit unter anderem auch Yoshiyuki Sadamotos Neon Genesis Evangelion veröffentlicht wurde. Der Kadokawa-Shoten-Verlag brachte diese Einzelkapitel auch in fünf Sammelbänden heraus.
Der Manga erscheint auch in den Vereinigten Staaten (bei Tokyopop), Großbritannien, Italien, Frankreich und Deutschland. Die deutsche Fassung der Sammelbände wird seit Juni 2007 von Carlsen Comics veröffentlicht. Im Juli 2008 erschien der letzte Band auf Deutsch. Carlsen schweißt die deutsche Übersetzung aufgrund der vorkommenden Gewaltdarstellungen ein und empfiehlt den Manga ab sechzehn Jahren.